# Auerswaldia scabies
Auerswaldia scabies är en svampart som först beskrevs av Kalchbr. & Cooke, och fick sitt nu gällande namn av Pier Andrea Saccardo 1883. Auerswaldia scabies ingår i släktet Auerswaldia och familjen Dothideaceae.   Inga underarter finns listade i Catalogue of Life.